# Axamenta
AxamentA is een Belgische progressive cinematic metalband vooral bekend van hun album Ever-Arch-i-tech-ture dat in 2006 uitkwam.

## Geschiedenis
1993–2002: Oprichting, eerste demos en Codex Barathri
AxamentA werd opgericht in 1993 en bracht met de eerste line-ups meerdere demos en een album "Codex Barathri" uit. Begin jaren 2000 gebeurden er een reeks bandwissels waardoor enkel zanger Peter Meynckens nog als origineel lid overbleef. 

2003–2008: Incognation, Ever-Arch-I-Tech-Ture en split
Met de nieuwe bezetting  bracht de band de EP “Incognation” uit, met songs als "Demons Shelter Within".  De EP werd enthousiast onthaald door de Belgische metalfans die al snel naar meer verlangden. De groep zou het volgende jaar naarstig nummers blijven schrijven om dan omstreeks Mei 2005 de studio in te duiken en onder vakkundige leiding van Jacob Hansen hun langverwachte concept plaat Ever-Arch-i-tech-ture in te blikken. Dit album werd daarna gemixt in Studio Fredman in Göteborg (Zweden) onder leiding van producer Frederik Nordström (In Flames, Soilwork, Dimmu Borgir, The Haunted, Old Man's Child) en bevat een vocale bijdrage van Daniel Gildenlöw (Pain of Salvation) op het nummer "Threnody for an Endling". In 2006 tekende AxamentA bij LSP company en kon het album een klein jaar na de opnames eindelijk worden gereleased. De daaropvolgende weken bleven de positieve reviews binnenstromen met "CD van de maand" bij Aardschok als kers op de taart. Het album kreeg een tijd later ook een release in Japan.
Op 30 april 2008 deed de band een afscheidsconcert in Hof ter Loo (nu Trix) en sloot de boeken, waarbij alle leden verschillende muzikale windrichtingen uitgingen.

2022–heden: Reünie en SpireS EP
In juli 2022 kondigde de band op hun Facebookpagina aan dat ze herenigden als studioproject en dat een nieuwe EP "SpireS" eind dat jaar verwacht kan worden.

## Huidige leden
- Sven Deckers - gitarist
- Tom van Oosterwijck - drummer
- Jeroen Vingerhoed - bassist
- Ian van Gemeren - gitarist/orchestratie
- Peter Meynckens - vocalist
- Sven Janssens - bassist/mixer

## Vroegere leden
- Yves Huts - gitarist/bassist/orchestratie
- Kristof Degreef - bassist
- Tim Wilmots - bassist
- Fré Van Mieghem - Drummer
- Wesley Heyndrickx  - gitarist
- Kenny Crauwels - gitarist
- Ann Kermans - vocalist
- Bruno Peeters - Vocalist
- Koen Vriesacker - gitarist

## Discografie
- 1995 - Echoes
- 1997 - Into A Dream ...
- 2000 - Nox Draconis Argenti
- 2002 - Codex Barathri
- 2004 - InCogNation
- 2006 - Ever-Arch-I-Tech-Ture